# Sancocho

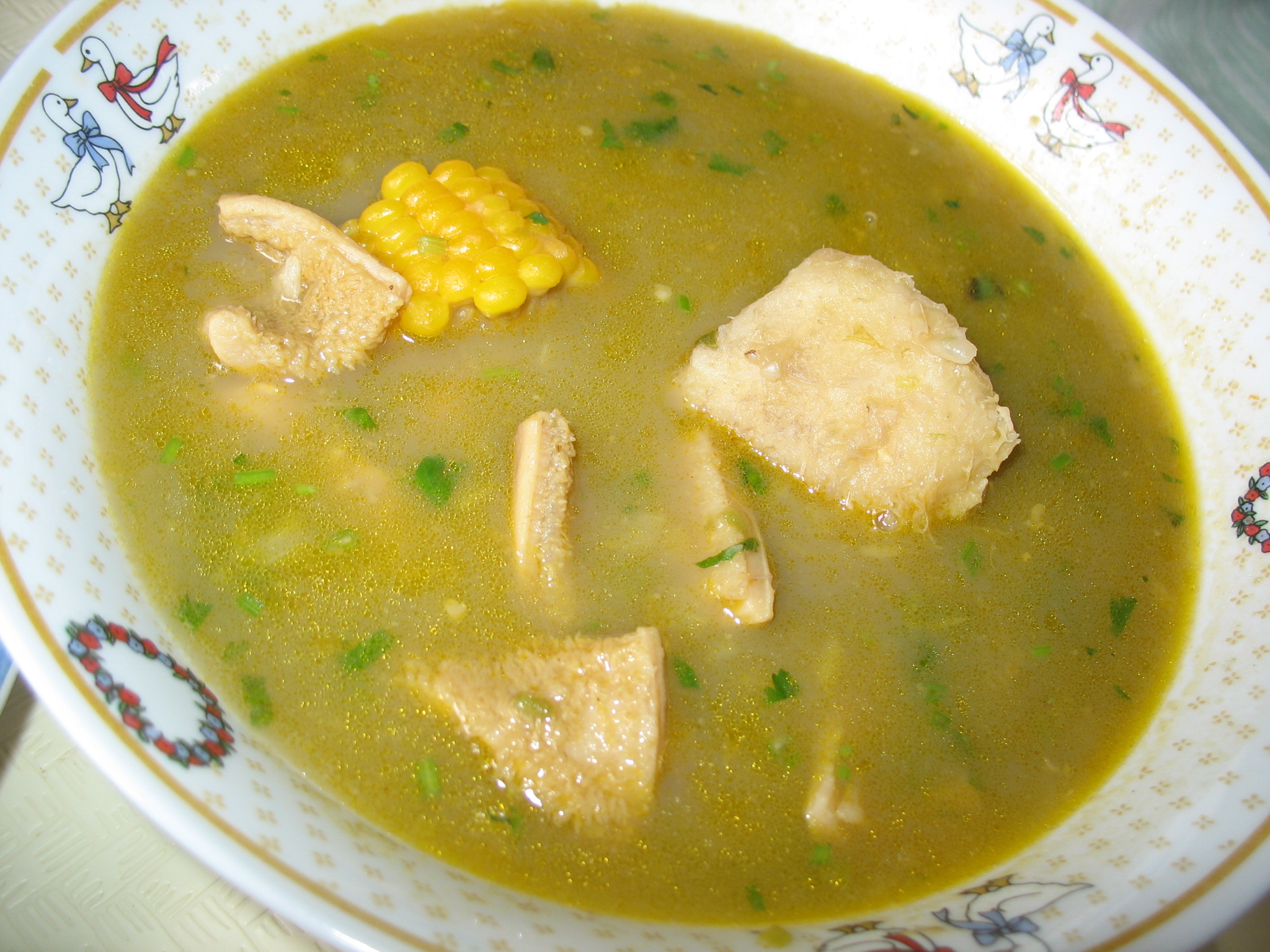
Sancocho

Sancocho – tradycyjne danie kolumbijskie i panamskie; zupa z kurczakiem, kukurydzą i juką, jadane m.in. 3 listopada w święto narodowe Panamy (pamiątka oddzielenia się od Kolumbii w 1903). Zupa jest też jadana w innych krajach, w Wenezueli, Ekwadorze, Hondurasie, Dominikanie, Portoryko i na Kubie.
Sancocho to najczęściej gęsta zupa mięsna na bazie bulionu, przypominająca wizualnie rzadki gulasz. Danie pochodzi z kuchni hiszpańskiej, przy czym w większości krajów Ameryki Łacińskiej ma swoją lokalną odmianę. Na wybrzeżu Kolumbii bazuje np. na rybach. Oprócz juki i kukurydzy dodaje się doń także ziemniaki i babkę lancetowatą. Tradycyjnie zupę serwuje się z białym ryżem.